# Ericus Nicolai Rogelius
Ericus Nicolai Rogelius, född 1640, död 6 augusti 1697 i Hagebyhöga socken, Östergötlands län, var en svensk präst.

## Biografi
Ericus Nicolai Rogelius föddes 1640. Han skrevs in i Östgöta nation, Uppsalas matrikel höstterminen 1661 och blev 8 juni 1662 student vid Uppsala universitet, Uppsala. Rogelius blev 1664 kollega i Vadstena och prästvigdes 6 oktober 1665. Han blev 1672 domkyrkosyssloman i Linköpings församling och 1674 kyrkoherde i Hagebyhöga församling, Hagebyhöga pastorat. Rogelius avled 6 augusti 1697 i Hagebyhöga socken och begravdes på kyrkogården vid tempelmuren.

### Familj
Rogelius gifte sig första gången 16 oktober 1665 med Anna Wangelius (1647–1668). Hon var dotter till kyrkoherden Magnus Wangelius och Elisabeth Månsdotter i Herrestads socken. De fick tillsammans barnen Kerstin (född 1666) och Nils (född 1668).
Rogelius gifte sig andra gången 1670 med en okänd kvinna som avled 1671. De fick tillsammans sonen Måns (född 1671).
Rogelius gifte sig tredje gången 1674 med Catharina Palm. Hon hade tidigare varit gift med kyrkoherden Isaacus Aschanius i Hagbyhöga socken.